# (11929) Uchino
(11929) Uchino (1993 BG3) – planetoida z pasa głównego asteroid okrążająca Słońce w ciągu 4,67 lat w średniej odległości 2,79 j.a. Odkryta 23 stycznia 1993 roku.